# Jaliscokolibri
Jaliscokolibri (Eupherusa ridgwayi) är en fågel i familjen kolibrier.

## Utseende och läte
Jaliscokolibrin är en medelstor (10 cm), huvudsakligen grön kolibri med svarta vingar och rak svart näbb. Hanen är glänsande blå på pannan, blågrön på bakre delen av hjässan och smaragdgrön på strupen. Den blåsvarta stjärten är något kluven. Honan är grön ovan med en liten vit fläck bakom ögat, grå undersida med grönt cirkelformat mönster på flankerna. Stjärten är blåsvart med gröna centrala stjärtpennor och vita spetsar på de yttre. Lätena består av skallrande toner och drillar.

## Utbredning och systematik
Fågeln förekommer i södra delen av delstaterna Nayarit, Jalisco och Colima i västra Mexiko. Den behandlas som monotypisk, det vill säga att den inte delas in i några underarter.

### Släktestillhörighet
Arten placeras traditionellt i släktet Thalurania, men genetiska studier visar att den istället är systerart till Eupherusa och har följaktligen flyttats dit.

## Status och hot
Jaliscokolibrin har en liten världspopulation bestående av uppskattningsvis endast 6 000–15 000 vuxna individer. Den tros också minska i antal till följd av habitatförlust. Den är därför upptagen på internationella naturvårdsunionen IUCN:s röda lista över hotade arter, kategoriserad som sårbar (VU).

## Namn
Fågelns vetenskapliga artnamn hedrar den amerikanske ornitologen Robert Ridgway (1850-1929).